# Debreczeni Joó János
Debreczeni Joó János, Szinnyeinél Debreczeni János Bonifác (Debrecen, ? – Gyulafehérvár, 1592. november) református lelkész.

## Élete
Tanulmányait Nagyváradon kezdte, majd 1568–tól külföldi egyetemeken folytatta (Wittenberg, Lipcse, Heidelberg). Visszatérve először Nagyváradon tanított, majd 1584-től Tasnádon lett lelkész. Feltehetőleg 1587 ősztől látta el a gyulafehérvári elsőpapi feladatokat. 

## Művei
- Epithalamion in honorem sacri nuptialis clar. et doct. viri Domini Petri Caroli, Ecclesiae Varadinae in Pannonia Pastoris, et pudicissimae sponsae ejus, Annae honesti et prudentis viri Domini Georgii Beregdi filiae. Vittenbergae, 1569. (Károlyi Péter házasságkötése alkalmára írt vers.)
- Propemptikon… amico suo carissimo Michaeli Varsanio scribebat. Vittenbergae, 1569.
- Latin nyelvű gyászvers Károlyi Péter halálára, Károlyinak „Az apostoli credónak… magyarázatja” című művével együtt jelent meg 1584-ben.